# دوري السوبر الأوغندي 2016-17
دوري السوبر الأوغندي 2016-17 (بالإنجليزية: 2016–17 Uganda Super League)‏ هو موسم من دوري السوبر الأوغندي. أشرف على تنظيمه اتحاد أوغندا لكرة القدم، وكان عدد الأندية المشاركة فيه 16، وفاز فيه نادي كامبالا سيتي.